# Хан, Дон
Дональд Пол Хан (англ. Donald Paul Hahn) (род. 26 ноября 1955) — американский кинопродюсер, которому приписывают создание некоторых из самых успешных анимационных фильмов в новейшей истории, включая «Красавицу и Чудовище» Disney (первый анимационный фильм, номинированный на «Оскар» за лучший фильм) и «Короля Льва».
Хан в настоящее время является исполнительным продюсером фильмов Disneynature и владеет собственной кинопроизводственной компанией Stone Circle Pictures.

## Ранняя жизнь
Дон Хан родился в Чикаго, штат Иллинойс. Его отец был лютеранским священником. Когда Хану было три года, его семья переехала в Беллфлауэр, Калифорния, где он пошёл в школу и снял свои первые анимационные короткометражки в школьном киноклубе.  Затем его семья переехала в Бербанк, Калифорния, когда он был подростком. Он окончил среднюю школу Северного Голливуда (где он был главным барабанщиком) в 1973 году, продолжил изучать музыку в колледже долины Лос-Анджелеса, специализировался на музыке и изучал изобразительное искусство в университете штата Калифорния в Нортридже. В обоих колледжах он также был главным барабанщиком, поскольку он также был в Royal Cavaliers Youth Band в Ван-Найсе, Калифорния. Он был ударником в Детском филармоническом оркестре Лос-Анджелеса. Он работал тестером пластин барабана для Remo Inc. и был инструктором по музыкальным ударам в средней школе Нотр-Дам чтобы закончить колледж.

## Карьера
Он начал свою карьеру в анимации, работая с легендой Диснея Вольфгангом Райтерманом в качестве помощника режиссёра в мультфильме «Лис и пёс». Он работал в тесном сотрудничестве с режиссёром Доном Блутом над производством «Дракона Пита» и даже работал в гараже Блута над анимационным короткометражным фильмом «Приключения котёнка Банджо». Позже он стал менеджером производства фильмов «Чёрный котел» (1985) и «Великий мышиный сыщик», а затем стал ассоциированным продюсером фильма Disney/Amblin «Кто подставил кролика Роджера» (1988).
В 1989 году Хан впервые стал продюсером первого короткометражного фильма Кролика Роджера Disney и Amblin Entertainment «Проблема с животиком», продюсируя вместе со Стивеном Спилбергом, Кэтлин Кеннеди и Фрэнком Маршаллом. Затем он стал продюсером для эталонного анимационного фильма «Красавица и Чудовище» 1991 года, который стал первым анимационным фильмом, номинированным на «Оскар» за лучший фильм. Его следующее производство, «Король Лев» 1994 года, установил мировые рекорды кассовых сборов для анимационного фильма и быстро стал самым кассовым традиционным анимационным фильмом в истории. В 1996 году он продюсировал «Горбуна из Нотр-Дама», а в 2000 году был исполнительным продюсером «Похождений императора».
Хан снял Стива Мартина, Джеймса Эрла Джонса, Куинси Джонса, Ицхака Перлмана и Анджелу Лэнсбери в сценах для ведущих «Фантазии 2000». В следующем 2001 году вышла «Атлантида: Затерянный мир», продюсером которой он был. «Атлантида» имела скромные кассовые сборы, но намного ниже, чем его предыдущие фильмы. В 2003 году Хан объединился с сорежиссёром «Короля Льва» Робом Минкоффом, чтобы продюсировать «Особняк с привидениями» с Эдди Мерфи в главной роли, что сделало его первым фильмом с живым действием спродюсированным Ханом.

## Поздние работы
Он также продюсировал номинированный на «Оскар» короткометражный анимационный фильм «Лоренцо» (2004).
В 2006 году Хан был временным главой анимационного подразделения Disney во время его успешного слияния с Pixar. В том же году Хан получил свою вторую номинацию на премию «Оскар» в категории «Лучший анимационный короткометражный фильм» «Девочка со спичками», адаптации классической сказки Ганса Христиана Андерсена, которая изначально предназначалась для включения в версию «Фантазии».
Дон был исполнительным продюсером для ориентирного фильма о природе «Земля» — премьерного фильма от кинолейбла Disneynature.  В 2010 году он снова стал исполнительным продюсером эпического документального фильма о морях «Океаны» и фильма «Африканские кошки: Королевство смелых» 2011 года от Disneynature.
Три его фильма были адаптированы в мюзиклы: Красавица и Чудовище, Король Лев и Горбун из Нотр-Дама. В целом три его фильма были номинированы на 18 премий «Оскар».
Хан продюсировал ремейк номинированного на «Оскар» Тима Бёртона «Франкенвини».
На выставке D23 Expo 2015 года, посвященной 20-летию «Короля Льва», было объявлено, что выйдет новый фильм под названием «Хранитель Лев: Герои саванны». Хан был представлен публике и рассказал им всю историю франшизы «Король Лев» и проинформировал аудиторию, что новый фильм, а также его последующий сериал продолжит сюжет оригинального фильма, прежде чем представить исполнительного продюсера нового фильма; Форда Райли.

## Документалки
«Как разбудить Спящую красавицу» — полнометражный режиссёрский дебют Дона Хана. Фильм представляет собой правдивую историю идеального шторма людей и обстоятельств, который привел к возрождению анимации 1980-х и 1990-х годов. Мировая премьера фильма состоялась на кинофестивале в Торонто в 2009 году, и он получил приз зрительских симпатий на кинофестивале в Хэмптоне. Он предлагает откровенный взгляд на то, что произошло в творческих кругах, на фоне динамичной напряженности между высшим руководством, Майклом Айснером, Джеффри Катценбергом и Роем Э. Диснеем.
«Hand Held» — второй документальный полнометражный фильм Хана. Когда Хан взял годичный творческий отпуск из своей работы в Disney, он решил снять очень личный фильм о фотографе Майке Кэрролле, одном из первых фотожурналистов, раскрывших эпидемию СПИДа среди детей в посткоммунистической Восточной Европе. Хан много снимал в Бухаресте, Трансильвании, и в родном городе Кэрролла Бостоне.
«Рождество с Уолтом Диснеем» (2009) — документальный полнометражный фильм, созданный по заказу Семейного музея Уолта Диснея и снятый Ханом. Фильм рассказывает о жизни Диснея как мужа, отца и создателя фильмов, сосредоточенной на праздниках. Хан снял фильм, рассказанный дочерью Уолта Диснея Дайан Дисней Миллер. Фильм проходит каждый праздничный сезон в Семейном музее Уолта Диснея в Сан-Франциско.
Хан является исполнительным продюсером множества документальных фильмов Disneynature, таких как «Земля», «Океаны» и «Африканские кошки: Королевство смелых», которые вошли в пятёрку лучших фильмов о природе всех времён. Он является исполнительным продюсером фильма «Шимпанзе» снятым Аластером Фовергиллом, Марком Линфилдом.

## Книги
В январе 1999 года издательство Hyperion Books опубликовало книгу Дона о творчестве под названием «Танцующие корндоги в ночи». Самая продаваемая книга является примером человеческого творческого духа. Дон также написал три книги о анимации (одна из которых — «Магия анимации» от Disney Press).

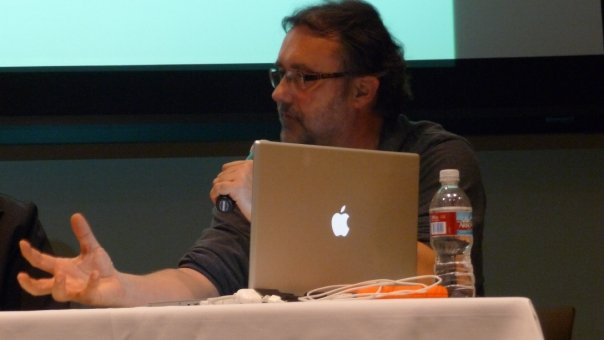
Хан ведёт группу о работе Уолта Стэнчфилда на Comicon 2009

Книга Дона «Алхимия анимации» стала чрезвычайно популярной книгой о процессе создания анимационного фильма. Текст охватывал традиционную рисованную анимацию, а также цифровую 3D-анимацию, визуальные эффекты и покадровую анимацию. Animation World Network написала: «Независимо от того, являетесь ли вы ветераном сюжета, или вы пытаетесь получить свою первую студийную работу в качестве посредника, или вы доставляете кофе и пончики начальству, или если вы просто фанат анимации, вы захотите добавить это на свою книжную полку».
В начале своей карьеры Хан создал и руководил школой анимации Disney, внутренней программой обучения для поколения молодых художников, приходящих в отдел анимации студии Disney. Программу вели ветераны-аниматоры Эрик Ларсон и Уолт Стэнчфилд. Весной 2009 года Focal Press выпустил ориентирную книгу Уолта Стэнчфилда «Drawn to Life», которую редактировал Дон. «Это был проект моей мечты — напечатать полное собрание сочинений Уолта», — сказал Хан.  «Стэнчфилд был блестящим учителем и моим личным наставником, и очень приятно иметь возможность опубликовать его работу, чтобы вдохновить грядущие поколения».

## Фильмография
| Год  | Название                                               | Назначения                                   |
| ---- | ------------------------------------------------------ | -------------------------------------------- |
| 1978 | Ослик (Короткометражный)                               | Помощник производства                        |
| 1981 | Лис и пёс                                              | Помощник режиссёра                           |
| 1983 | Рождественская история Микки (Короткометражный)        | Помощник производства                        |
| 1985 | Чёрный котел                                           | Менеджер производства                        |
| 1988 | Кто подставил кролика Роджера                          | Ассоциированный продюсер                     |
| 1989 | Проблема с животиком (Короткометражный)                | Продюсер                                     |
| 1991 | Красавица и Чудовище                                   | Продюсер                                     |
| 1994 | Король Лев                                             | Продюсер                                     |
| 1996 | Горбун из Нотр-Дама                                    | Продюсер                                     |
| 1996 | Кряк-Бряк (TВ сериал)                                  | Продюсер - 1 эпизод                          |
| 2000 | Фантазия 2000                                          | Режиссёр / Сценарист - Сцены для ведущих     |
| 2000 | Похождений императора                                  | Исполнительный продюсер                      |
| 2001 | Атлантида: Затерянный мир                              | Продюсер                                     |
| 2003 | Особняк с привидениями                                 | Продюсер                                     |
| 2004 | Не бей копытом                                         | Особые благодарности                         |
| 2004 | Лоренцо (Короткометражный)                             | Исполнительный продюсер                      |
| 2004 | Один за другим (Короткометражное видео)                | Продюсер                                     |
| 2006 | Девочка со спичками (Короткометражный)                 | Продюсер                                     |
| 2007 | В гости к Робинсонам                                   | Особые благодарности: Исполнительная команда |
| 2007 | Земля (Документальный)                                 | Исполнительный продюсер                      |
| 2008 | Вольт                                                  | Особые благодарности                         |
| 2009 | Как разбудить Спящую красавицу (Документальный)        | Режиссёр / Продюсер / Рассказчик             |
| 2010 | Океаны (Документальный)                                | Исполнительный продюсер                      |
| 2010 | Hand Held (Документальный)                             | Продюсер / Режиссёр                          |
| 2011 | Африканские кошки: Королевство смелых (Документальный) | Исполнительный продюсер                      |
| 2012 | Шимпанзе (Документальный)                              | Исполнительный продюсер / Сценарист          |
| 2012 | Возвышенность (Документальный)                         | Продюсер / Сценарист                         |
| 2012 | Франкенвини                                            | Исполнительный продюсер                      |
| 2014 | Малефисента                                            | Исполнительный продюсер                      |
| 2017 | Красавица и Чудовище                                   | Исполнительный продюсер                      |
| 2018 | Ховард                                                 | Сценарист/Режиссёр                           |
| 2019 | Волшебный парк Джун                                    | Исполнительный продюсер                      |
| 2019 | Король Лев                                             | Особые благодарности                         |

## Награды
Премия «Оскар»
- 1991 – Номинация: Лучший фильм – «Красавица и Чудовище»[10][11]
- 2006 – Номинация: Лучший анимационный короткометражный фильм – «Девочка со спичками»[12]

Премия «Золотой глобус»
- 1991 Победитель: Лучший фильм мюзикл или комедия – «Красавица и Чудовище»[13]
- 1994 Победитель: Лучший фильм мюзикл или комедия – «Король Лев»[14]

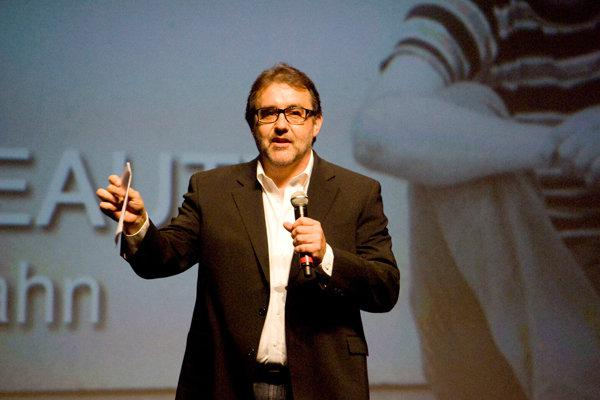
Хан на Кинофестивале в Довиле 2009

Премия Национального совета кинокритиков США
- 1991 Лучший анимационный фильм «Красавица и Чудовище»

ASIFA Hollywood Annie Awards
- 1991 Победитель: Лучший анимационный полнометражный фильм – «Красавица и Чудовище»
- 1994 Победитель: Лучший анимационный полнометражный фильм – «Король Лев»
- 2011 Победитель: Специальная награда – «Как разбудить Спящую красавицу[англ.]»
- 2016 Получатель премии Джун Форей в знак признания значительного благожелательного или благотворительного воздействия на искусство и индустрию анимации.[15]

Университет штата Калифорния в Нортридже
- Почётный выпускник года 2011 года

Университет Святого Ксаверия
- Почётная докторская степень 2011 года

Колледж Лагуны искусства и дизайна
- Почётный доктор изящных искусств 2012 года

Чепменский университет
- Почётный доктор изящных искусств 2017 года